# Cộng hòa Nhân dân Ba Lan
Cộng hòa Nhân dân Ba Lan (1952–1989), trước đây là Cộng hòa Ba Lan (1944–1952), là một quốc gia ở Trung Âu tồn tại như tiền thân của Cộng hòa Ba Lan dân chủ hiện đại. Từ năm 1944 đến năm 1952, quốc gia này được gọi là Cộng hòa Ba Lan, và cũng thường được gọi đơn giản là Ba Lan. Với dân số khoảng 37,9 triệu người gần cuối thời kỳ tồn tại, đây là quốc gia cộng sản và khối Đông Âu đông dân thứ hai ở Châu Âu, sau Liên Xô và là một trong những bên ký kết chính của liên minh Hiệp ước Warsaw. Thành phố lớn nhất và thủ đô chính thức kể từ năm 1947 là Warsaw, tiếp theo là thành phố công nghiệp Łódź và thành phố văn hóa Kraków. Quốc gia này có biên giới với Biển Baltic ở phía bắc, Liên Xô ở phía đông, Tiệp Khắc ở phía nam và Đông Đức ở phía tây.
Lãnh thổ Ba Lan đã được giải phóng khỏi sự chiếm đóng của Đức vào năm 1944-1945. Ban đầu, việc quản lý Ba Lan được thực hiện bởi Ủy ban Giải phóng Quốc gia Ba Lan và Hội đồng Nhân dân Quốc gia dưới sự lãnh đạo của Bolesław Bierut. Vào tháng 6 năm 1946, một cuộc trưng cầu dân ý đã diễn ra ở Ba Lan, bãi bỏ thượng viện và xác nhận sự đồng ý của công chúng đối với việc thực hiện các cải cách xã hội chủ nghĩa. Vào tháng 1 năm 1947, cuộc bầu cử quốc hội đã được tổ chức, trong đó các đảng cánh tả giành chiến thắng áp đảo. Một thời gian ngắn sau đó, một "Hiến pháp nhỏ" tạm thời đã được thông qua, theo đó tên chính thức của Ba Lan vẫn được giữ là "Cộng hòa Ba Lan" (tiếng Ba Lan: Rzeczpospolita Polska). Năm 1952, hiến pháp vĩnh viễn của Ba Lan đã thay thế hiến pháp tạm thời, và tên "Cộng hòa Nhân dân Ba Lan" đã được chính thức hóa. Năm 1956, Bierut qua đời. Sau sự kiện "Tháng Mười Ba Lan", Władysław Gomułka đã lên nắm quyền (ông đã từng là Tổng bí thư Đảng Công nhân Thống nhất Ba Lan từ năm 1943 đến 1948). Ban đầu, ông được coi là một nhà cải cách (đây là lý do những năm đầu tiên của ông được gọi là "Thời kỳ tan băng Gomułka"), nhưng đến giữa thập niên 1960, ông trở nên bảo thủ hơn, ủng hộ việc đưa quân đội Hiệp ước Warszawa vào Tiệp Khắc năm 1968 và đàn áp phe đối lập chống cộng sản. Năm 1970, quyết định tăng giá lương thực đã dẫn đến các cuộc biểu tình và đình công hàng loạt, khiến Gomułka từ chức.
Gomułka được thay thế bởi Edward Gierek, một chính trị gia mềm mỏng hơn, người ủng hộ việc tìm kiếm thỏa hiệp với xã hội và hợp tác với Giáo hội Công giáo (đặc biệt, ông cho phép Giáo hoàng John Paul II, người gốc Ba Lan, vào đất nước). Dưới thời ông, Ba Lan trở thành quốc gia tự do nhất trong số các quốc gia Khối Warszawa. Cuối thập niên 1970, tình hình kinh tế trong Ba Lan bắt đầu xấu đi, dẫn đến sự gia tăng tinh thần chống cộng sản, và Gierek mất dần sự ủng hộ trong đảng cũng như lòng tin của giới lãnh đạo chính trị Liên Xô. Vào mùa hè năm 1980, các cuộc đình công quy mô lớn bùng nổ, dẫn đến việc ký kết các Thỏa thuận Tháng Tám, một trong những hậu quả của nó là sự ra đời của công đoàn "Solidarność" (Đoàn kết). Điều này đã làm giảm lòng tin của đảng vào Gierek và vào tháng 9 năm 1980, ông bị bãi chức. Ông được thay thế tạm thời bởi Stanisław Kania, người cũng cố gắng đàm phán với các công đoàn đình công nhưng không thành công. Nhận thấy rằng không thể cải thiện tình hình trong nước và củng cố chế độ mà không sử dụng vũ lực, Đảng Công nhân Thống nhất Ba Lan đã bổ nhiệm Wojciech Jaruzelski làm Tổng bí thư vào tháng 10 năm 1981, khi đó là bộ trưởng quốc phòng Cộng hòa Nhân dân Ba Lan và là một chính trị gia "đường lối cứng rắn". Vào tháng 12 năm 1981, ông tuyên bố thiết quân luật, qua đó tạm thời dập tắt được phe đối lập và buộc "Solidarność" phải hoạt động ngầm.
Vào tháng 7 năm 1983, tình trạng thiết quân luật được bãi bỏ. Việc áp dụng thiết quân luật chỉ làm trầm trọng thêm tình hình kinh tế và tình cảm chống chính phủ trong xã hội. Các cuộc đình công bùng nổ vào tháng 5 năm 1988 buộc chính phủ phải đàm phán với phe đối lập. Từ tháng 2 đến tháng 4 năm 1989, các cuộc đàm phán Bàn tròn đã diễn ra ở Warszawa, kết thúc bằng một thỏa thuận mà theo đó Ba Lan được dân chủ hóa: chức vụ tổng thống và Thượng viện được khôi phục. Cuộc bầu cử đầu tiên vào Sejm và Thượng viện sau các cuộc đàm phán diễn ra vào tháng 6 năm 1989. Kết quả là "Solidarność", một lần nữa trở thành hợp pháp vào năm 1989, đã giành được 35% số ghế trong Sejm và 99 trong số 100 ghế trong Thượng viện. Vào tháng 7 năm 1989, Jaruzelski trở thành tổng thống đầu tiên của Ba Lan hiện đại. Cộng hòa Nhân dân Ba Lan đã chấm dứt tồn tại vào tháng 12 năm 1989, khi các sửa đổi được thực hiện trong hiến pháp của nó, loại bỏ mọi đề cập đến chủ nghĩa xã hội và khôi phục tên gọi "Cộng hòa Ba Lan". Vào tháng 1 năm 1990, Đảng Công nhân Thống nhất Ba Lan đã bị giải thể. Wojciech Jaruzelski giữ chức tổng thống cho đến tháng 12 năm 1990, khi ông bị thay thế bởi lãnh đạo của "Solidarność", Lech Wałęsa, sau cuộc bầu cử. Vào tháng 10 năm 1991, cuộc bầu cử đã diễn ra ở Ba Lan, hoàn thành việc chuyển đổi chế độ chính trị. Bản hiến pháp mới của Ba Lan, thay thế phiên bản năm 1952, đã được thông qua vào mùa xuân năm 1997.

## Lịch sử
Vào thời điểm Hồng Quân vượt sông Bug Tây, tại Liên Xô có phái đoàn Hội đồng Quốc gia Nhà nước (Krajowa Rada Narodowa), được ủy nhiệm bởi Đảng Công nhân Ba Lan và các đảng lý tưởng gần gũi. Ngày 21 tháng 7 năm 1944, tại Moskva, Ủy ban Giải phóng Quốc gia Ba Lan (PKNO) được thành lập từ các đại diện từ các đảng cánh tả dưới sự lãnh đạo của Đảng Công nhân Ba Lan. Ủy ban Giải phóng Quốc gia Ba Lan đã đảm nhận vai trò chính phủ lâm thời Ba Lan. Cơ quan này kiểm soát Quân đội Ba Lan, cơ quan an ninh và cảnh sát dân sự. Ngày 31 tháng 12 năm 1944, Ủy ban đã được chuyển đổi thành Chính phủ lâm thời Cộng hòa Ba Lan (Rząd Tymczasowy Rzeczypospolitej Polskiej). Cùng ngày, Hội đồng Quốc gia Nhà nước tuyên bố Ủy ban là Chính phủ lâm thời Cộng hòa Ba Lan và tại cuộc họp này, chức vụ chủ tịch Hội đồng Quốc gia Nhà nước được chuyển thành chức vụ Tổng thống nước cộng hòa. Ngày 4 tháng 1 năm 1945, Liên Xô công nhận Chính phủ quốc gia lâm thời Cộng hòa Ba Lan. Việc chính phủ lưu vong Ba Lan không thể đạt được thỏa thuận đã khiến Tổng thống Mỹ Franklin Roosevelt khó chịu đến mức tại Hội nghị Yalta, Tổng thống Hoa Kỳ Franklin Roosevelt đã trao cho Liên Xô toàn quyền đàn áp bất kỳ sự kháng cự vũ trang nào hậu phương Hồng Quân. Điều này có nghĩa là phá sản kế hoạch chính trị chính phủ lưu vong Ba Lan và các cấu trúc ngầm của nó tại Ba Lan.
Các đồng minh của Liên Xô, nhận ra rằng không thể yêu cầu chuyển giao quyền lực ở Ba Lan cho chính phủ lưu vong Ba Lan, đã thỏa hiệp tại Hội nghị Yalta, theo đó chính phủ sẽ được hình thành trên cơ sở Chính phủ lâm thời Cộng hòa Ba Lan "với sự tham gia từ các nhà hoạt động dân chủ từ chính Ba Lan và người Ba Lan ở nước ngoài", và chính phủ này sẽ tổ chức các cuộc bầu cử tự do. Tuy nhiên, "Chính phủ lâm thời đoàn kết quốc gia", được thành lập vào tháng 6 năm 1945 và được các đồng minh công nhận, thực tế lại nằm dưới sự kiểm soát của những người cộng sản, và các cuộc bầu cử do họ tổ chức vào tháng 1 năm 1947 đã hợp pháp hóa chế độ hiện hành tại Ba Lan, do Đảng Công nhân thống nhất Ba Lan (PZPR) đứng đầu dưới sự lãnh đạo của Bolesław Bierut. Chính phủ lưu vong Ba Lan vẫn tồn tại tại London cho đến năm 1990.
Trong chiến tranh, tại Ba Lan, người Do Thái bị Đức Quốc xã tàn sát hàng loạt. Cũng có những trường hợp hiếm hoi về các cuộc đàn áp từ một phần của lực lượng ngầm cộng sản Ba Lan. Vụ thảm sát người Do Thái lớn cuối cùng diễn ra vào năm 1946 tại Kielce, với sự tham gia của cảnh sát và quân đội Ba Lan. Holocaust và không khí bài Do Thái sau chiến tranh đã thúc đẩy một làn sóng di cư mới khỏi Ba Lan. Sự ra đi của người Do Thái, việc trục xuất người Đức khỏi các vùng đất Đức được sáp nhập vào Ba Lan, cũng như việc thiết lập các biên giới mới với Liên Xô và trao đổi dân số đã làm cho Ba Lan trở thành một quốc gia gần như một dân tộc.
Một phần chiến binh của Quân đội Quốc gia (Armia Krajowa) trong giai đoạn 1944-1945 đã tham gia cuộc đấu tranh vũ trang chống lại chế độ thân Liên Xô thiết lập tại Ba Lan, do tổ chức ngầm "Đoàn đại biểu lực lượng vũ trang" (Delegatura Sił Zbrojnych, DSZ) thành lập ngày 7 tháng 5 năm 1945, và từ tháng 9 năm 1945 đến năm 1948 là tổ chức ngầm Tự do và Độc lập (Wolność i Niezawisłość, WIN). Liên Xô đã tiến hành các cuộc hành quân lớn chống lại lực lượng ngầm tại Ba Lan bằng quân đội và các lực lượng của Bộ Dân ủy Nội vụ Liên Xô. Đến năm 1948, kháng cự vũ trang gần như chấm dứt. Tổng cộng, lực lượng vũ trang "WiN" đã giết 12.000 công dân Ba Lan từ năm 1945-1948 (bao gồm 4.300 binh sĩ của Quân đội Ba Lan và Lực lượng An ninh Nội địa).
Vào tháng 8 năm 1945, tại Hội nghị Potsdam, thỏa thuận được đạt được rằng phần phía nam Đông Phổ và các vùng lãnh thổ Đức phía đông sông Oder và Neisse (Pomerania, Hạ Silesia và một phần Brandenburg) sẽ được trao cho Ba Lan. Dân số Đức từ những vùng lãnh thổ này bị trục xuất về Đức, thường đi kèm với bạo lực và cướp bóc.
Ngày 6 tháng 7 năm 1945, một thỏa thuận về việc trao đổi dân cư giữa Chính phủ lâm thời đoàn kết quốc gia và Chính phủ Liên Xô đã được ký kết: những người có quốc tịch Ba Lan và Do Thái, từng là công dân Ba Lan trước chiến tranh và sống ở Liên Xô, được phép về Ba Lan, trong khi những người có quốc tịch Nga, Ukraina, Belarus, Rusyn và Litva sống ở Ba Lan phải di cư đến Liên Xô. Đến ngày 31 tháng 10 năm 1946, khoảng 518.000 người từ Ba Lan đã di cư đến Liên Xô, trong khi từ Liên Xô đến Ba Lan là khoảng 1.090.000 người (S. Maksudov và V. Kabuzan đưa ra con số 1.526.000 người). Ba Lan trở thành một quốc gia đơn sắc.
Ngày 16 tháng 8 năm 1945, một hiệp ước giữa Liên Xô và Ba Lan về biên giới Liên Xô-Ba Lan được ký kết tại Moskva, theo đó một số lãnh thổ (bao gồm vùng Bialystok) được Liên Xô trao cho Ba Lan. Năm 1951, một cuộc trao đổi các vùng lãnh thổ giữa Ba Lan và Liên Xô (Ucraina Xô) diễn ra, với dân cư các vùng lãnh thổ này được di cư vào sâu trong lãnh thổ các quốc gia tương ứng.
Năm 1952, một hiến pháp mới được thông qua, thay đổi tên nước thành "Cộng hòa Nhân dân Ba Lan". Các hội đồng địa phương, hội đồng quận và các vị trí hành chính như thống đốc, chủ tịch, thị trưởng và các ban quản lý quận, huyện và xã bị bãi bỏ hoàn toàn, chức năng của chúng được chuyển cho các hội đồng quốc gia và các ban chấp hành tương ứng. Chức vụ Tổng thống cũng được thay thế bởi Hội đồng Nhà nước tập thể. Tất cả các tòa án hành chính và lao động, tòa án nhà nước, phòng kiểm toán tối cao, tòa án phúc thẩm, tòa án quận và tòa án địa phương bị bãi bỏ, chức năng của chúng được chuyển giao cho các tòa án tỉnh và tòa án quận. Hệ thống đa đảng vẫn tồn tại trong nước, nhưng quyền độc quyền đề cử ứng viên thuộc về Mặt trận Quốc gia, và trong danh sách ứng viên của họ, đa số tương đối được dành cho Đảng Công nhân thống nhất Ba Lan (PZPR), với các tổ chức xã hội được bao gồm trong Mặt trận Quốc gia. Đảng Công nhân thống nhất Ba Lan cũng được tổ chức lại, vị trí Tổng thống bị bãi bỏ, nhưng Bolesław Bierut ngay lập tức được bầu làm Bí thư thứ nhất Ủy ban Trung ương Đảng Công nhân thống nhất Ba Lan. Các tổ chức thanh niên của cả ba đảng hợp pháp được hợp nhất thành một tổ chức - Đoàn Thanh niên Ba Lan.
Năm 1956, Bierut qua đời tại Moskva sau khi tham dự Đại hội XX Đảng Cộng sản Liên Xô. Edward Ochab trở thành lãnh đạo đảng, giữ chức Bí thư thứ nhất Ủy ban Trung ương Đảng từ tháng 3 đến tháng 10 năm 1956. Từ ngày 28 đến 30 tháng 6, các cuộc biểu tình của công nhân diễn ra tại Poznan, dẫn đến các cuộc đụng độ đường phố với hàng chục người chết. Kết quả các cuộc biểu tình xã hội và cuộc đấu tranh nội bộ đảng, ngày 21 tháng 10 năm 1956, Władysław Gomułka, người mới được thả khỏi tù, được bầu làm Bí thư thứ nhất Ủy ban Trung ương Đảng và bắt đầu chính sách phi Stalin hóa. Ngày 26 tháng 10 năm 1956, Tổng Giám mục Ba Lan Stefan Wyszyński được thả và trở lại nhiệm vụ của mình, đánh dấu sự tái lập quan hệ với Giáo hội Công giáo.
Xu hướng tự do hóa gắn liền với thập kỷ đầu tiên nằm quyền của Gomułka đã kết thúc sau cuộc khủng hoảng chính trị năm 1968, đi kèm với việc đàn áp các cuộc biểu tình của sinh viên và chiến dịch "chống Do thái" theo chủ nghĩa dân tộc, kết quả là phần lớn người Do Thái còn lại ở Ba Lan buộc phải rời khỏi đất nước.
Ngày 7 tháng 12 năm 1970, tại Warszawa, Thủ tướng Willy Brandt và Thủ tướng Józef Cyrankiewicz đã ký hiệp ước giữa Cộng hòa Liên bang Đức và Cộng hòa Nhân dân Ba Lan công nhận biên giới hiện tại theo sông Oder-Neisse. Hiệp ước này đã được quốc hội Đức phê chuẩn vào ngày 17 tháng 5 năm 1972.
Tháng 12 năm 1970, sau khi giá cả hàng tiêu dùng tăng và các cuộc đình công, biểu tình hàng loạt nổ ra ở Gdańsk, Gdynia và Szczecin, Gomułka đã bị thay thế bởi Edward Gierek.
Năm 1975, một cuộc cải cách hành chính đã được thực hiện — các huyện (powiat) bị bãi bỏ và số lượng các tỉnh (voivodeship) tăng lên đáng kể, các tòa án huyện được đổi tên thành tòa án tỉnh.
Năm 1976, một làn sóng đình công đã diễn ra tại Warszawa và Radom. Công nhân đối lập và giới trí thức cánh tả đã thành lập Ủy ban Bảo vệ Công nhân (KOR) vào năm 1976, do Jacek Kuroń, Karol Modzelewski và Adam Michnik dẫn đầu. Tại Gdańsk và Szczecin, các Công đoàn Tự do Bờ Biển đã hoạt động, với các lãnh đạo nổi tiếng nhất là Lech Wałęsa và Andrzej Gwiazda. Riêng biệt có Liên minh Ba Lan Độc lập, được thành lập vào ngày 1 tháng 9 năm 1979 và liên kết với cuộc di cư chống cộng sản Ba Lan (tổ chức "Ba Lan Tự do" có trụ sở tại Hoa Kỳ). Từ năm 1977, sau cái chết của sinh viên đối lập Stanisław Pyjas, các Ủy ban Đoàn kết Sinh viên đã hoạt động tại các trung tâm đại học.
Chính phủ Gierek đã tích cực vay nợ cả từ phương Tây lẫn Liên Xô, ban đầu thúc đẩy tăng trưởng kinh tế, nhưng đến cuối những năm 1970, với gánh nặng nợ nần không thể chịu nổi (đến năm 1980, nợ đạt 20 tỷ USD), đã đẩy đất nước vào khủng hoảng kinh tế-xã hội. Một làn sóng đình công đã diễn ra khắp đất nước. Cuộc khủng hoảng này trùng với việc bầu Hồng y Kraków Wojtyła làm Giáo hoàng La Mã với tên John Paul II vào tháng 10 năm 1978, làm tình hình đất nước thêm căng thẳng, nơi mà Giáo hội Công giáo là lực lượng ảnh hưởng lớn và là chỗ dựa cho sự kháng cự của chính quyền.
Ngày 1 tháng 7 năm 1980, chính phủ, do phải trả nợ, đã áp dụng chế độ tiết kiệm tối đa và đưa ra giá thương mại cho thịt. Kết quả là một làn sóng đình công đã làm tê liệt bờ biển Baltic vào cuối tháng 8 và lần đầu tiên đóng cửa các mỏ than ở Silesia. Chính phủ buộc phải nhượng bộ cho những người đình công. Ngày 31 tháng 8 năm 1980, công nhân xưởng đóng tàu Lenin ở Gdańsk, do thợ điện Lech Wałęsa dẫn đầu, đã ký Thỏa thuận tháng Tám với chính phủ; các thỏa thuận tương tự cũng được ký kết tại Szczecin và Silesia. Các điều kiện chính của các thỏa thuận này là đảm bảo quyền công nhân được thành lập công đoàn độc lập và đình công. Sau đó, phong trào toàn quốc "Công đoàn Đoàn kết" (Solidarity) đã ra đời và có ảnh hưởng lớn, với Lech Wałęsa làm lãnh đạo. Sau đó, Gierek bị thay thế bởi Stanisław Kania. Trong chuyến thăm của ông tới Moskva vào ngày 31 tháng 10 năm 1980, Liên Xô đồng ý cấp cho Ba Lan khoản tín dụng 150 triệu đô la để một phần thanh toán các khoản nợ khổng lồ của Ba Lan đối với phương Tây là 500 triệu đô la.
Sự bất mãn, được kích động bởi các vụ bê bối tham nhũng, ngày càng tăng. Làn sóng đình công không ngừng lại. Đối đầu giữa Đảng Công nhân Thống nhất Ba Lan (PZPR) và "Solidarity" được thêm vào cuộc đối đầu nội bộ trong Đảng Công nhân Thống nhất giữa những người thực dụng ôn hòa và "bê tông" chính thống. Liên Xô tập trung quân đội tại biên giới với Ba Lan. Vào tháng 2 năm 1981, Bộ trưởng Quốc phòng, tướng Wojciech Jaruzelski, được bổ nhiệm làm Thủ tướng, và vào tháng 10, ông trở thành Bí thư thứ nhất Đảng Công nhân Thống nhất, nắm giữ ba chức vụ cao nhất của nhà nước.
Vào thời điểm này, nền kinh tế đất nước đã ở trong tình trạng hấp hối và Ba Lan đang đứng trước bờ vực nạn đói. Lãnh đạo "Solidarity" Lech Wałęsa yêu cầu chính phủ tổ chức trưng cầu dân ý về việc thay đổi chính quyền và bầu cử toàn quốc vào Sejm. Ngày 12 tháng 12, các nhà lãnh đạo của "Solidarity" đã thông qua nghị quyết về cuộc tổng đình công trong trường hợp bị cấm hoạt động công đoàn.
Ngày 13 tháng 12 năm 1981, Jaruzelski ban hành thiết quân luật, kéo dài đến tháng 7 năm 1983. Trong những ngày đầu tiên thiết quân luật, hơn 3 nghìn nhà hoạt động đối lập hàng đầu đã bị bắt và đưa vào các trung tâm giam giữ. Đến cuối năm 1981, số người bị giam giữ lên đến 5128 người. Trong suốt thời kỳ thiết quân luật, 9736 người đã bị giam giữ (396 người không thể xác định). Rất ít lãnh đạo "Solidarity" kịp chuyển sang hoạt động bí mật. Trong số đó có Zbigniew Bujak, Władysław Frasyniuk, Bogdan Lis. Ngoài ra, 37 cựu lãnh đạo đảng và nhà nước cũng bị giam giữ, trong đó có cựu Bí thư thứ nhất Đảng Công nhân Thống nhất Edward Gierek, cựu Chủ tịch Hội đồng Bộ trưởng Piotr Jaroszewicz và Edward Babiuch. Mặt trận Đoàn kết Quốc gia bị giải tán, các chức năng của nó được chuyển giao cho các ủy ban dân sự về cứu quốc. Trong thời kỳ thiết quân luật 1981-1983, hơn 100 nhà hoạt động đối lập Ba Lan đã thiệt mạng (thường nói đến 115 trường hợp được xác nhận bằng tài liệu). Trong 88 trường hợp, sự tham gia bởi các lực lượng an ninh Cộng hòa Nhân dân Ba Lan được công nhận. Nổi tiếng nhất là vụ bắt cóc và giết hại cha tuyên úy "Solidarity" Jerzy Popiełuszko bởi nhóm đặc nhiệm của Đại úy Piotrowski. "Solidarity" dưới sự lãnh đạo Ủy ban Điều phối Lâm thời đã tiến hành cuộc đấu tranh ngầm, và các nhóm kháng chiến cấp tiến hơn đã xuất hiện. Vào mùa xuân và mùa hè năm 1982, các cuộc biểu tình hàng loạt đã diễn ra tại các thành phố của Ba Lan.
Năm 1982, một số cải cách đã được thực hiện — Tòa án Nhà nước, Viện Kiểm toán Tối cao, chức vụ tỉnh trưởng và thị trưởng đã được khôi phục, Tòa án Hiến pháp và chức vụ Thanh tra Nhân quyền đã được thành lập, thay thế Mặt trận Đoàn kết Dân tộc bằng Phong trào Yêu nước Phục hưng Quốc gia, và năm 1983 thiết quân luật đã được bãi bỏ. Tuy nhiên, quyền lực vẫn nằm trong tay nhóm thân cận của Tướng Jaruzelski, được gọi không chính thức là "Tổng cục".
Chính sách Perestroika do Gorbachev thực hiện đã làm giảm ảnh hưởng của Liên Xô đối với Ba Lan, dẫn đến những thay đổi trong nước. Năm 1988, "Solidarity" đã khởi xướng một cuộc đình công toàn quốc và buộc Wojciech Jaruzelski phải ngồi vào bàn đàm phán. Vào tháng 9 năm 1988, các đại diện chính phủ đã có những cuộc gặp đầu tiên với Lech Wałęsa, đạt được thỏa thuận triệu tập "bàn tròn" giữa chính phủ và phe đối lập. Bàn tròn bắt đầu làm việc vào ngày 6 tháng 2 năm 1989. Ngày 4 tháng 4, bàn tròn kết thúc với việc ký kết thỏa thuận, các điểm chính là: tổ chức bầu cử tự do, thành lập chức vụ tổng thống và thượng viện (Thượng viện Ba Lan). Trong cuộc bầu cử diễn ra vào ngày 4 tháng 6, "Solidarity" giành được 99% số ghế trong Thượng viện và 35% số ghế trong Hạ viện, sau đó thành lập chính phủ do Thủ tướng Tadeusz Mazowiecki và Phó Thủ tướng kiêm Bộ trưởng Tài chính Leszek Balcerowicz dẫn đầu, bắt đầu các cải cách thị trường và dân chủ mạnh mẽ (cái gọi là liệu pháp sốc), tự do hóa giá cả và tư nhân hóa tài sản nhà nước. Jaruzelski trở thành tổng thống Ba Lan.
Ngày 29 tháng 12 năm 1989, thông qua việc sửa đổi hiến pháp Cộng hòa Nhân dân Ba Lan, đất nước đã được trả lại tên gọi lịch sử "Cộng hòa Ba Lan" (Rzeczpospolita Polska).
Trong cuộc bầu cử tổng thống năm 1990, Lech Wałęsa đã được bầu làm tổng thống Ba Lan sau chiến thắng vang dội.

### Phản kháng xã hội
Trong suốt sự tồn tại của Cộng hòa Nhân dân Ba Lan, đã diễn ra các cuộc biểu tình xã hội mang tính chu kỳ liên quan đến tình hình kinh tế xấu đi và việc hạn chế các quyền công dân, từ các nhà máy đơn lẻ, thông qua các thành phố nhỏ, đến các thành phố lớn nhất, các trung tâm công nghiệp và trường học. Những cuộc biểu tình này đã bị đàn áp bằng vũ lực, thường dẫn đến các trường hợp tử vong. Trong ngôn ngữ tuyên truyền, chúng được gọi là "sự kiện", "tai nạn" hoặc "điểm chí".
Những sự kiện nổi bật:
- Cuộc đình công của công nhân bến tàu ở Gdańsk năm 1946,
- Tháng Sáu Poznań năm 1956,
- Tháng Mười Warsaw năm 1956,
- Các cuộc đình công ở Nowa Huta năm 1960,
- Cuộc khủng hoảng tháng Ba năm 1968,
- Tháng Mười Hai năm 1970,
- Sự kiện Radom năm 1976,
- Tháng Bảy Lublin năm 1980,
- Thỏa thuận tháng Tám năm 1980,
- Các cuộc biểu tình đói năm 1981,
- Thiết quân luật ở Ba Lan (1981—1983).

## Cấu trúc Chính quyền
Cộng hòa Nhân dân Ba Lan là một nhà nước xã hội chủ nghĩa. Hiến pháp Cộng hòa Nhân dân Ba Lan được thông qua vào ngày 22 tháng 7 năm 1952 (hiến pháp tạm thời vào năm 1947), và những sửa đổi quan trọng được thực hiện vào năm 1976. Cơ quan lập pháp là Sejm, được nhân dân bầu cử với nhiệm kỳ 4 năm. Cho đến năm 1989, lãnh đạo tập thể nhà nước là Hội đồng Nhà nước, được Sejm bầu cử với nhiệm kỳ 4 năm (từ năm 1989 là Tổng thống). Cơ quan hành pháp là Hội đồng Bộ trưởng, do Sejm bổ nhiệm.

## Phân chia hành chính
Lãnh thổ Ba Lan được chia thành các tỉnh (województwo), các tỉnh được chia thành các huyện (powiat, cho đến năm 1976) và các thành phố cấp huyện (powiat grodzki); các huyện được chia thành các thị trấn (miasto) và các xã (gmina), trong giai đoạn 1954–1972: các thành phố, các khu định cư (osiedle) và các cộng đồng (gromada); các thành phố cấp huyện được chia thành các quận (dzielnica). Cơ quan đại diện của chính quyền địa phương là các hội đồng quốc gia (rada narodowa), được nhân dân bầu cử với nhiệm kỳ 4 năm, cơ quan hành pháp của chính quyền địa phương là các đoàn chủ tịch hội đồng quốc gia (prezydia), từ năm 1976 là các tỉnh trưởng (wojewodowie), các thị trưởng (prezydenci), các trưởng thành phố (naczelnicy miast), các trưởng quận (naczelnicy dzielnic) và các trưởng xã (naczelnicy gmin).

## Hệ thống pháp luật
Cơ quan tư pháp cao nhất là Tòa án Tối cao (Sąd Najwyższy), tòa án cấp phúc thẩm là các tòa án tỉnh (sądy wojewódzkie), và tòa án cấp sơ thẩm là các tòa án huyện (sądy powiatowe, từ năm 1976 là các tòa án khu vực (sądy rejonowe)). Cơ quan giám sát hiến pháp là Tòa án Hiến pháp (Trybunał Konstytucyjny, từ năm 1982, trước đó không tồn tại). Tòa án xét xử các vụ việc luận tội là Tòa án Nhà nước (Trybunał Stanu, từ năm 1982, trước đó không tồn tại).
Ba Lan là quốc gia đầu tiên trong "khối xã hội chủ nghĩa" thành lập các cơ quan Tòa án Hiến pháp (1982) và Thanh tra viên (Rzecznik Praw Obywatelskich, 1986).

## Các cơ quan an ninh
- Lực lượng vũ trang - Quân đội Ba Lan (Wojsko Polskie, WP), còn được gọi là: Quân đội Nhân dân Ba Lan (Ludowe Wojsko Polskie, LWP).
- Các cơ quan nội vụ - Dân quân (Milicja Obywatelska, MO), Dân quân dự bị tình nguyện (Ochotnicza Rezerwa Milicji Obywatelskiej, ORMO).
- Các cơ quan an ninh nhà nước - giai đoạn 1945-1954: Bộ An ninh Công cộng (Ministerstwo Bezpieczeństwa Publicznego, MBP), đóng vai trò tương tự như Bộ Nội vụ ở các quốc gia khác, khắp cả nước có các cơ quan an ninh công cộng cấp tỉnh, huyện, thành phố và xã (Urząd Bezpieczeństwa Publicznego, UBP hoặc UB); từ năm 1954 - Ủy ban về các vấn đề An ninh Công cộng (Komitet do spraw Bezpieczeństwa Publicznego). Năm 1956, thành lập Bộ Nội vụ mới (Ministerstwo Spraw Wewnętrznych, MSW), hợp nhất Dịch vụ An ninh (Służba Bezpieczeństwa, SB, với các chức năng chủ chốt do các cục III (chính trị) và IV (chống nhà thờ)  với dân quân. Tồn tại các đơn vị quân đội an ninh nhà nước: Quân đoàn An ninh Nội bộ (Korpus Bezpieczeństwa Wewnętrznego, KBW, 1945-1965), Các đơn vị quân Nadwiślańskie của Bộ Nội vụ (Nadwiślańskie Jednostki Wojskowe Ministerstwa Spraw Wewnętrznych, từ năm 1965) và các đơn vị dân quân bán quân sự: Lực lượng hỗ trợ cơ động dân quân (Zmotoryzowane Odwody Milicji Obywatelskiej, ZOMO, từ năm 1956) và các đơn vị dân quân không chính thức (Nieetatowe Oddziały Milicji Obywatelskiej, NOMO), trong giai đoạn 1981-1983 cũng có: Các đơn vị dự bị dân quân (Rezerwowe Oddziały Milicji Obywatelskiej, ROMO).

## Kinh tế
Sau chiến tranh, Ba Lan bị áp đặt nền kinh tế kế hoạch hóa, dựa trên các giải pháp của Liên Xô. Quá trình thực hiện nền kinh tế này bắt đầu bằng việc quốc hữu hóa các doanh nghiệp và thiết lập độc quyền trong thương mại quốc tế. Năm 1944, chỉ có nhà nước mới được tham gia vào thương mại quốc tế.
Đơn vị sản xuất chính trong công nghiệp là các doanh nghiệp kinh tế nhà nước (Jednostka gospodarki uspołecznionej), còn trong nông nghiệp là các hợp tác xã sản xuất nông nghiệp (Rolnicza spółdzielnia produkcyjna). Nhà điều hành vận tải đường sắt là Đường sắt Nhà nước Ba Lan (Polskie Koleje Państwowe), nhà điều hành dịch vụ điện thoại và bưu chính là Bưu điện Ba Lan (Poczta Polska).
Trong thời kỳ xã hội chủ nghĩa, Ba Lan đã sản xuất ra các loại xe hơi của riêng mình, bao gồm các loại xe Xe buýt mini "Żuk" (được xuất khẩu sang Liên Xô) và "Nysa", xe tải "Star", xe bán tải "Tarpan", cũng như các loại ô tô của công ty FSO như "Warszawa", "Syrena", "Polski Fiat 125P" và "Polonez". Các nhà máy "UNITRA" (UNITRA, "Liên minh Công nghiệp Điện tử và Viễn thông") nằm rải rác khắp Ba Lan (Bartoszyce, Białystok, Boguchwała, Bydgoszcz, Białogard, Warszawa, Wrocław, Gniezno, Gdańsk, Gdynia, Dzierżoniów, Rzeszów, Żuromin, Kołobrzeg, Koszalin, Kraków, Kutno, Lipsk, Łódź, Lubartów, Maków Mazowiecki, Mława, Skierniewice, Olsztyn, Piaseczno, Toruń, Szydłowiec, Szczecin) đã sản xuất các loại tivi, máy ghi âm, máy thu thanh, máy chơi đĩa nhựa, loa và bộ khuếch đại dưới thương hiệu này. Chúng cũng được biết đến ở các quốc gia xã hội chủ nghĩa khác, chẳng hạn như Romania. Điều thú vị là một số tivi "UNITRA" của Ba Lan vào những năm 1970 và 1980 chỉ có các khối chuyển đổi kênh gồm ba và năm nút (so với các tivi của Liên Xô có sáu và tám nút tương ứng; và không phải tất cả đều có điều khiển từ xa, và có thể là đen trắng hoặc màu). Phần lớn sản xuất được dựa trên giấy phép từ các nước phương Tây, vì nền kinh tế Cộng hòa Nhân dân Ba Lan không thể đảm bảo phát triển các sản phẩm tự phát triển. Cũng có một phiên bản của Ba Lan của một trong những tivi phổ biến nhất Liên Xô - "Rubin 714P".